# ME Egészségtudományi Kar
A Miskolci Egyetem (ME) Egészségtudományi Kara (korábban: Egészségügyi Főiskolai Kar, majd Egészségügyi Intézet) 2005-ben jött létre Miskolcon.

## Története
- 1987-től 1995–ig már folyt Miskolcon védőnőképzés a Haynal Imre Egészségtudományi Egyetem Egészségügyi Főiskolai Karának kihelyezett tagozataként, gyógytornászképzéssel együtt.
- 1998. szeptember 1-től 2001. augusztus 31-ig  a Debreceni Egyetem Egészségügyi Főiskolai Kar miskolci kihelyezett tagozatán újra indult a védőnőképzés.
- 2001 szeptemberétől az OM8.019/1/2001. számú ügyirata alapján a Debreceni Egyetem Egészségügyi Főiskolai Karának  miskolci  kihelyezett tagozatán tanuló védőnő szakos hallgatók a Miskolci Egyetem hallgatói.
- 2005-ben a Miskolci Egyetemen létrejött az Egészségügyi Főiskolai Kar
- 2009. január 1-vel a kar neve Miskolci Egyetem Egészségügyi Kar (Szenátusi határozat száma: 361/2008.) [1]
- 2014.  januárjában az Egészségügyi Kar átköltözött a Miskolc-Egyetemvárosba [1] (korábban a 3508 Miskolc, Mész utca 1. szám alatt működött) [2]

## Bolognai rendszerben

### Oktatott szakok
- Védőnő
- Gyógytornász
- Képalkotó diagnosztikai
- Egészségturizmus szervező

Alapképzés:
- Egészségügyi gondozás és prevenció alapszak (Védőnő szakirány)
- Ápolás és betegellátás alapszak (gyógytornász szakirány)
- Ápolás és betegellátás alapszak (ápoló szakirány)
- Orvosi diagnosztikai analitikus alapképzési szak (radiográfia specializáció)
- Egészségügyi szervező alapképzési szak (egészségturizmus-szervező specializáció)[3]

Mesterképzés:
- Rekreáció mesterképzés
- Egészségügyi szociális munka mesterképzés
- Szakvédőnő mesterképzés
- Fizioterápia mesterképzés
- Egészségügyi mérnök mesterképzés[4]